# Yahoo! UI Library
Yahoo! UI Library (YUI) — библиотека JavaScript для создания богатых интерактивными возможностями приложений или/и пользовательского интерфейса.
Использует AJAX, анимацию, надстройки над XMLHttpRequest и DOM, «drag-and-drop», слайдеры, слайды, календари, деревья, табы и другие новинки, составляющие понятие «Web 2.0». Собственное API для работы с JavaScript. Подробная документация с примерами.
Лицензия библиотеки — BSD.
28 августа 2014 года разработчики фреймвока объявили о прекращении активной работы над ним, в дальнейшем они планируют лишь поддержку и исправление критических ошибок.

## Компоненты
1. Анимация перемещения блоков, плавная смена цветов (Animation)
2. Автоматический подбор вводимой фразы (AutoComplete)
3. Менеджер истории браузера (Browser History Manager)
4. Нестандартные кнопки (Button)
5. Календарь (Calendar)
6. Построение диаграмм (Charts)
7. Подбор цвета на палитре (Color Picker)
8. AJAX-компонент (Connection Manager)
9. Удобная работа с куки (Cookie)
10. Генерация различных блоков (Container)
11. Хранение данных (DataSource)
12. Создание удобных таблиц, с сортировками и редактированием «на лету» (DataTable)
13. Работа с dom-деревом (Dom)
14. Перемещение пользователем элементов на странице (Drag & Drop)
15. Удобная работа с элементами страницы (Element)
16. Создание и управление событиями (Event)
17. Прием дополнительных css- и javascript-файлов (Get)
18. Фронтенд для подрезания картинок (ImageCropper)
19. Предварительная загрузка изображений (ImageLoader)
20. Работа с JSON-массивами
21. Автоматическая генерация разметки (Layout Manager)
22. Запись действий (Logger)
23. Генератор меню (Menu)
24. Profiler
25. ProfilerViewer
26. Изменение размеров блоков (Resize)
27. Визуальный html-редактор (Rich Text Editor)
28. Выборка узлов на основе css-пути (Selector)
29. Слайдеры (Slider)
30. Переключение контента через табы (TabView)
31. Построение древовидных структур (TreeView)
32. Пакетная загрузка файлов с отображением процентного статуса (Uploader)
33. Дополнительная загрузка компонентов библиотеки (YUI Loader)
34. Тесты (YUI Test)
35. CSS-фреймворки для избавления от рутинной подготовки (Reset CSS, Base CSS, Fonts CSS, Grids CSS)